# Alphen-Oosterwijk
Alphen-Oosterwijk is een buurtschap  in de gemeente Alphen-Chaam, in de Nederlandse provincie Noord-Brabant. Tot aan de fusie eind 1996 behoorde deze buurtschap tot de gemeente Alphen en Riel. Alphen-Oosterwijk ligt tussen de dorpen Alphen en Riel, ten noordoosten van Alphen. In het verleden werd Oosterwijk volgens de oude spelling met Oi gespeld (Oisterwijk) daar een i achter een klinker een lange klinker aangaf. Op dit moment worden beide spellingen aangetroffen.
Hoofdplaats: Alphen      Dorpen: Bavel (deels) · Chaam · Galder · Strijbeek · Ulvenhout (deels) 

Buurtschappen: Alphen-Oosterwijk · Anneville · Balleman · Boshoven · Boslust · Couwelaar · Chaamdijk · Dassemus · Druisdijk · Geersbroek · Ginderdoor  · Grazen · Heerstaaien · Heikant · Het Sas · Hondseind · Houtgoor · Kalishoek · Kerzel · Klooster · Kwaalburg · Leg · Looneind · Meijsberg · Notsel · Rakens · Snijders-Chaam · Terover · Venweg · 't Zand 

Noord-Brabant: Steden en dorpen      Nederland: Provincies · Gemeenten